# Ехо (сериал)
„Ехо“ (на английски: Echo) е американски минисериал, създаден от Марион Деър.
Базиран е върху едноименния персонаж на Марвел Комикс. Сериалът излиза по Disney+ на 9 януари 2024 г. и проследява титулярната героиня след събитията в Ястребово око. Сериалът е част от Киновселената на Марвел.
Това е единадесетият сериал от Марвел Студио и е част от Пета фаза.

## Главни герои
- Алакуа Кокс – Мая Лопез / Ехо
- Часки Спенсър – Хенри „Черна врана“ Лопез
- Танту Кардинал – Чула Батиест
- Девери Джейкъбс – Бони
- Зан Макларнън – Уилиям Лопез
- Коди Лайтнинг – Бискуитс
- Греъм Грийни – Скъли
- Винсънт Д'Онофрио – Уилсън Фиск / Кингпин
- Чарли Кокс – Мат Мърдок / Деърдевил

## Гостуващи герои
- Джереми Ренър – Клинт Бартън / Ястребово око

## Епизоди
| № | # | Заглавие        | Режисура         | Сценарий                                                                                             | Първо излъчване  | Първо излъчване  | Рейтинг (в милиони) |
| - | - | --------------- | ---------------- | --- | ---------------- | ---------------- | ------------------- |
| 1 | 1 | Чафа ("Chafa")  | Сидни Фрийленд   | Марион Деър, Джош Фелдман, Стивън П. Джъд и Кен Кристенсен                                           | 9 януари 2024 г. | 9 януари 2024 г. | Излъчен онлайн      |
|   |   |                 |                  | |                  |                  |                     |
| 2 | 2 | Ловак ("Lowak") | Сидни Фрийленд   | Марион Деър, Джош Фелдман, Стивън П. Джъд, Кен Кристенсен, Елън Мортън, Ребека Ронхорс и Боби Уилсън | 9 януари 2024 г. | 9 януари 2024 г. | Излъчен онлайн      |
|   |   |                 |                  | |                  |                  |                     |
| 3 | 3 | Тукло ("Tuklo") | Катриона Макензи | Марион Деър, Кен Кристенсен, Джейсън Гавин и Шошана Стърн                                            | 9 януари 2024 г. | 9 януари 2024 г. | Излъчен онлайн      |
|   |   |                 |                  | |                  |                  |                     |
| 4 | 4 | Талоа ("Taloa") | Сидни Фрийленд   | Кен Кристенсен, Джош Фелдман и Шантел М. Уелс                                                        | 9 януари 2024 г. | 9 януари 2024 г. | Излъчен онлайн      |
|   |   |                 |                  | |                  |                  |                     |
| 5 | 5 | Мая ("Maya")    | Сидни Фрийленд   | Ейми Рардин, Стивън П. Джъд, Елън Мортън и Шантел М. Уелс                                            | 9 януари 2024 г. | 9 януари 2024 г. | Излъчен онлайн      |
|   |   |                 |                  | |                  |                  |                     |